# إيفا لوند
إيفا لوند (بالسويدية: Eva Lund) هي لاعبة كرلنغ سويدية، ولدت في 1 مايو 1971 في ستوكهولم في السويد.

## وصلات خارجية
- إيفا لوند على موقع الاتحاد الدولي للكرلنغ (الإنجليزية)
- إيفا لوند على موقع اللجنة الأولمبية الدولية (الإنجليزية)
- إيفا لوند على موقع أوليمبيديا (الإنجليزية)
- إيفا لوند على موقع اللجنة الأولمبية السويدية (السويدية)